# مؤشر اللون
| تصنيف | B–V   | U–B   | V–R   | R–I   | دفعل (كلفن) |
| ----- | ----- | ----- | ----- | ----- | ----------- |
| O5V   | –0.33 | –1.19 | –0.15 | –0.32 | 42,000      |
| B0V   | –0.30 | –1.08 | –0.13 | –0.29 | 30,000      |
| A0V   | –0.02 | –0.02 | 0.02  | –0.02 | 9,790       |
| F0V   | 0.30  | 0.03  | 0.30  | 0.17  | 7,300       |
| G0V   | 0.58  | 0.06  | 0.50  | 0.31  | 5,940       |
| K0V   | 0.81  | 0.45  | 0.64  | 0.42  | 5,150       |
| M0V   | 1.40  | 1.22  | 1.28  | 0.91  | 3,840       |

في علم الفلك ، مؤشر اللون (بالإنجليزية: Color index)‏ هو تعبير عددي بسيط لتحدد لون الأجرام ، و منه تشتق درجة حرارة النجوم . أصغر مؤشر لوني هو الأزرق (أكثر سخونة) . وعلى العكس، كلما زاد مؤشر اللون، زاد احمرار الكائن (أكثر برودة ) . هذا نتيجة لوغاريتم المستخدمة في حساب القدر، و التي تكون فيها الأجرام الأكثر إشراقا أصغر (أكثر سلبية) من الأجرام الباهتة . وعلى سبيل المقارنة، الشمس صفراء لديها مؤشر B-5 من 0.656 ± 0.005،  في حين أن نجم رجل الجبار لديه B–V قيمته –0.03 (قدر B هو 0.09 و قدر V هو 0.12 ) و بالحساب B-V=-0.03.
لقياس هذا المؤشر، يلاحظ حجم الجرم تباعا من خلال اثنين من المرشحات مختلفة، مثل U وB، أو B و V، حيث U حساسة للأشعة فوق بنفسجية ، B حساس للضوء الأزرق، و V حساسة للعيان (أخضر أصفر) ويطلق على هذه المجموعة مرشحات النطاق عالي اسم نظام مضوائي. ويسمى فارق مقادير المرشحات بمؤشر اللون B-V أو U-B .
من حيث المبدأ، درجة حرارة النجم يمكن أن تحسب مباشرة من المؤشر B-V، وهناك العديد من الصيغ لحساب حرارة الأجرام  ويمكن الحصول على تقريب جيد من خلال النظر إلى النجوم على أنها أجسام سوداء، وذلك باستخدام صيغة باليستيروس 
{\displaystyle T=4600\left({{\frac {1}{0.92(B-V)+1.7}}+{\frac {1}{0.92(B-V)+0.62}}}\right)}
مؤشر اللون يمكن أن يطلعنا على البعد الحقيقي للجرم باستخدام خمود النجم . مثلا النجوم البعيدة تكون أكثر احمرار . يتميز هذا الاحمرار كفائض لوني .
{\displaystyle E_{B-V}=(B-V)_{\textrm {Observed}}-(B-V)_{\textrm {Intrinsic}}}
مرشحات النطاق عالي يستخدمها معظم علماء الفلك البصري (مرشح النظام المضوائي)، حيث يستعان بمرشحات U، B، و V وكما ذكر سلفا، مرشح R يمرر الضوء الأحمر، و مرشح ( I )يمرر ضوء الأشعة تحت الحمراء. يسمى هذا بنظام Johnson-Cousins filter system ، و الذي سمي على اسم منشئه .
قياس مؤشرات اللون يكون باختيار زوج مناسب من المرشحات اعتمادا على درجة حرارة و لون الكائن :مرشح B-V هي للأجرام متوسطة الحرارة، U-V للأجرام الأكثر سخونة، وR-I للبارد.